# Villanovacultuur

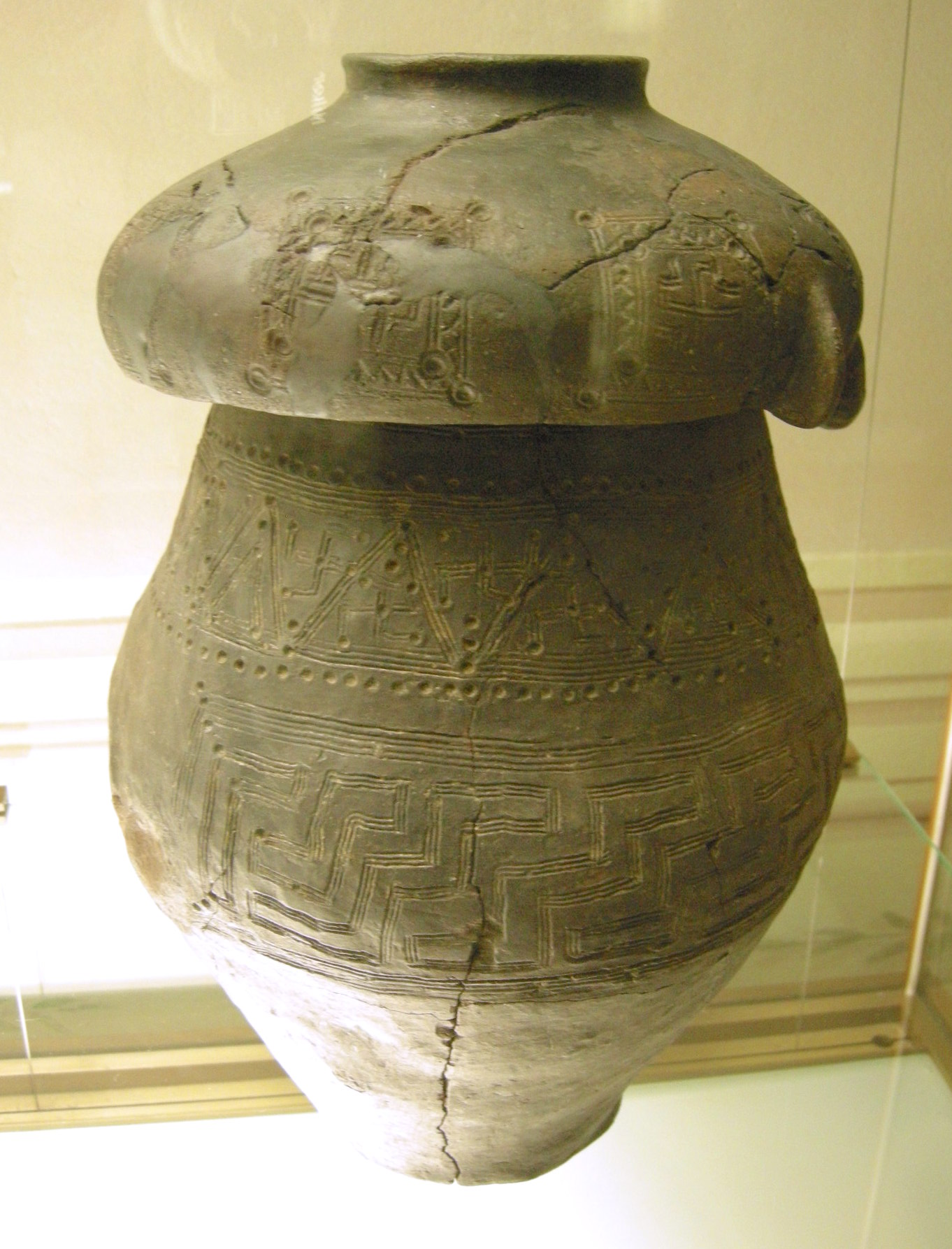
Villanovaanse dubbele urne

De Villanovacultuur (ca. 900 tot ca. 700 v.Chr.) is een cultuur uit de ijzertijd van het Italisch schiereiland. De cultuur is vernoemd naar de Italiaanse stad nabij Bologna, waar de eerste resten van deze cultuur werden ontdekt. Daarmee is het een zogenaamde type site. Aanvankelijk werden de dragers van de Villanovacultuur beschouwd als voorlopers van de Etrusken, maar nu is de communis opinio dat het de vroegste fase van de Etruskische beschaving is. Daarom spreekt men ook wel van de Villanovaperiode. Van de Villanovacultuur is relatief weinig bekend; de meeste kennis die wij op dit moment bezitten is voornamelijk afkomstig uit graven.

## Ontdekking
In 1853, op zijn landgoed in de buurt van Villanova, vlak bij Bologna, ontdekte graaf Giovanni Gozzadini tot zijn verbazing een uitgestrekte begraafplaats van een tot dan toe onbekend type. De meeste van de ca. 200 graven die werden blootgelegd waren putgraven (tombe a pozzo): diepe kuilen die per stuk een dubbelkegelvormige asurn bevatten (zie onder). De urn was omgeven door grafgiften als vazen, wapens, verschillende werktuigen en siervoorwerpen: de persoonlijke bezittingen van de overledene en zijn begrafenismeubilair.

## Nederzettingen
In de Villanovaperiode woonde men in hutten. Over hun uiterlijk is weinig bekend. Ze waren vervaardigd van vergankelijke materialen (hout, klei, stro) en hebben in de bodem vaak niet meer achtergelaten dan de sporen van hun ligging (men denke ter vergelijking aan de beroemde "hut van Romulus" op de palatijn in Latium). Bovendien heeft men op geen enkel van de sites van deze dorpen in de diepte en over een significante oppervlakte opgravingen uitgevoerd. Indien de aardewerken huturnen (zie onder) als betrouwbare imitaties van Villanovawoningen kunnen worden gezien (met uitzondering van hun geometrische versierigen - hoewel het niet is aangetoond dat de woningen geen versieringen of herkenningstekenen hadden), geven zij ons een indicatie van hun karakter. Vermoedelijk bestonden de wanden uit palen met vlechtwerk, wellicht aangesmeerd met leem. Het dak rustte op diverse palen en bestond uit met riet bedekte balken die elkaar in de nok kruisten. Het is in de Villanovaperiode dat een grote samenklontering van nederzettingen waarneembaar wordt. De Villanova-dorpen waren eenvoudige nederzettingen, en hadden nog geen urbaan karakter.
Sommige nederzettingen groeiden later uit tot grote Etruskische steden, zoals Veii, Caere (het huidige Cerveteri), Vulci en Tarquinia. Caere was al bewoond in de tiende eeuw voor Christus.

## Graven
In de proto-Villanovaperiode (ca. 1100-900 v.C.) breekt men langzaam met de Apennijnse traditie om overledenen te begraven en gaat men over op crematie. In de Villanovaperiode (vanaf 900 v.C.) is lijkverbranding algemeen in gebruik. De crematieresten worden in aardewerken dubbelkegelvormige urnen bewaard, die in een diepe kuil worden begraven (putgraven). De urn is vervaardigd van bruine tot zwarte klei en heeft doorgaans één handvat; het andere is of afgeslagen of überhaupt niet aangebracht. Hierdoor werd de urn onbruikbaar voor hergebruik en gaf men aan dat de urn uitsluitend voor het graf bestemd was. Vaak zijn de urnen gedecoreerd met voor de Villanovacultuur karakteristieke geometrische versieringen, zoals complexe lijnpatronen, swastika's en in een enkel geval geabstraheerde mensfiguren. Er is enige overeenkomst met het aardewerk van de Hallstattcultuur. De opening van de urn werd doorgaans met een omgekeerde aardewerken schaal afgedekt, of in sommige gevallen met een bronzen krijgershelm (of een aardewerken imitatie daarvan). Hiermee wilde men benadrukken dat de overledene een krijger was of militair aanzien had genoten, en zich daarmee onderscheidde van de gewone burgers. Dit wordt vaak geïnterpreteerd als het begin van een sociale hiërarchie in de samenleving. Naast de urn met dubbelkegelvorm was nog een andere crematie-urn in gebruik: m.n. in Zuid-Etrurië placht men de crematieresten in een zogenaamde hut- of huisurn te plaatsen, een asurn in de vorm van een miniatuurhutje. Het uiterlijk van de urn wijkt waarschijnlijk weinig af van de woningen die men in de Villanovaperiode moet hebben bewoond.
In de putgraven worden diverse grafgiften gevonden, zoals vaatwerk en bronzen of ijzeren gebruiksvoorwerpen als fibulae, scheermesjes, dolken en speerpunten. De metalen artefacten getuigen van een buitengewone beheersing van technieken - hameren, smelten, drijfwerk, insnijding - die voortkomen uit contacten met streken (Sardinië en Centraal-Europa) die al vroeg de metaalnijverheid ontwikkeld hadden. Dankzij de metaalhandel (grondstof en afgewerkte producten) maakte Etrurië vanaf de Villanovacultuur deel uit van een uitgebreid netwerk van Europese en Mediterrane handel.
Vanaf ca. 750 v.C. komt ook het begraven langzaam weer in zwang. Het kenmerkende graf is de zogenaamde tomba a fossa of greppelgraf. Dit is een in het tufsteen uitgehakte sleuf, waarin het lichaam van de overledene met enkele grafgiften werd gelegd. Het graf werd met natuurstenen platen afgesloten. In de op de Villanovaperiode volgende oriëntaliserende periode ontwikkelt het greppelgraf door tot het Etruskisch kamergraf.